# Ertil
Ertil (russisk: Эртиль) er en by i Voronezj oblast i Rusland. Den ligger ved floden Ertil (i Dons afvandingsareal), omkring 110 km øst for Voronezj. Den har et indbyggertal på 12.885 (folketælling 2002).
Den blev grundlagt i 1897 som en bosætning ved en sukkerfabrik. Den fik indvilget bystatus i 1963.
51°50′00″N 40°48′00″Ø / 51.8333°N 40.8°Ø